# Statuto Albertino
Lo Statuto fondamentale della monarchia di Savoia, conosciuto semplicemente come Statuto Albertino, dal nome del re che lo promulgò, Carlo Alberto di Savoia, fu la costituzione del Regno di Sardegna e, in seguito, del Regno d'Italia.
Sottoscritto il 4 marzo 1848 a Torino, nel preambolo, autografo dello stesso Carlo Alberto, re di Savoia, lo statuto viene definito come «legge fondamentale perpetua ed irrevocabile della Monarchia». Il 17 marzo 1861 divenne la carta fondamentale della nuova Italia unita, rimanendo formalmente tale fino all'entrata in vigore della costituzione repubblicana, il 1º gennaio 1948.
Lo Statuto Albertino, in quanto costituzione flessibile, poteva essere modificato o integrato con legge adottata secondo la procedura ordinaria. Le leggi costituzionali, infatti, sono presenti nell'ordinamento italiano solo a partire dalla Costituzione del 1948, di tipo rigido.

## Storia
In seguito ai moti promossi dalle classi borghesi nel 1848, cui talora partecipò anche l'aristocrazia, nelle principali città del Regno di Sardegna, Carlo Alberto prese una serie di provvedimenti di stampo liberale: nel 1837 emanò un codice civile, a cui seguì un codice penale nel 1839; nel 1847 riformò la disciplina della censura (imposta da Vittorio Emanuele I), permettendo la pubblicazione di giornali politici; creò, poi, una Corte di Revisione (ossia di Cassazione) per assicurare una certa uniformità della giurisdizione nello Stato, riducendo le competenze dei vecchi senati e pubblicando il codice di procedura penale basato sulla pubblicità del dibattimento. Su ispirazione austriaca, aggiornò anche la composizione del Consiglio di Stato, creato nel 1831, che sarebbe stato formato da due rappresentanti per ogni Divisione territoriale fra i Consiglieri delle Province componenti la Divisione, consiglieri provinciali che a loro volta erano scelti fra quelli comunali.

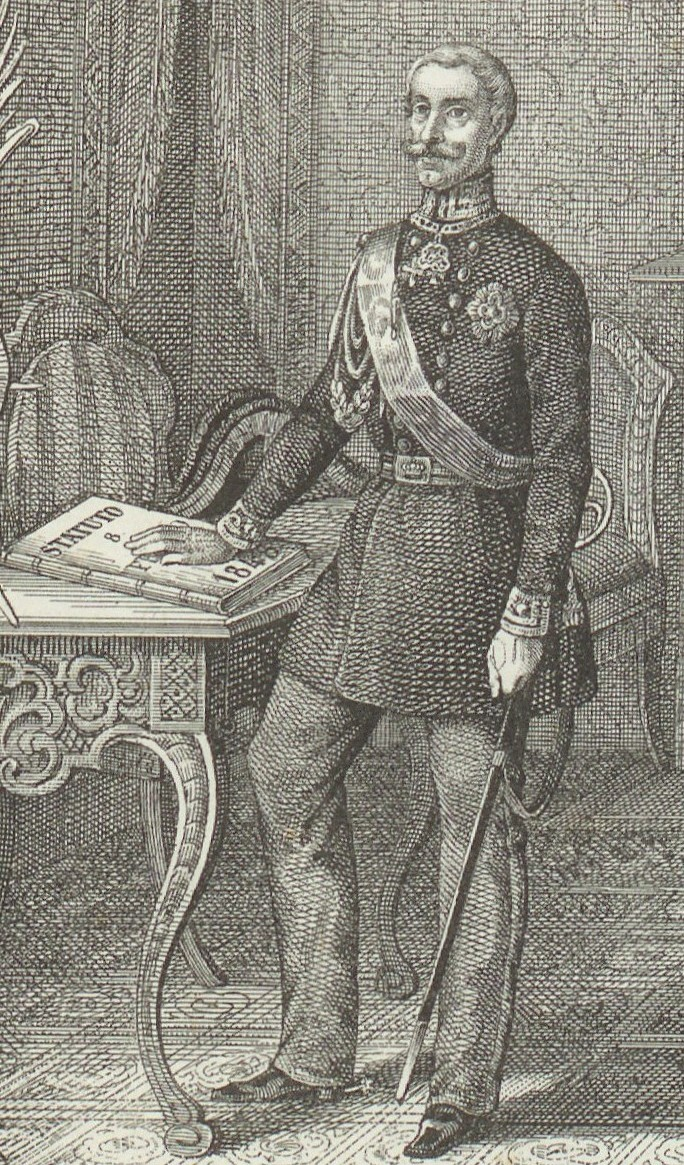
Ritratto commemorativo di Carlo Alberto di Savoia con la mano destra posata sullo Statuto, 1849

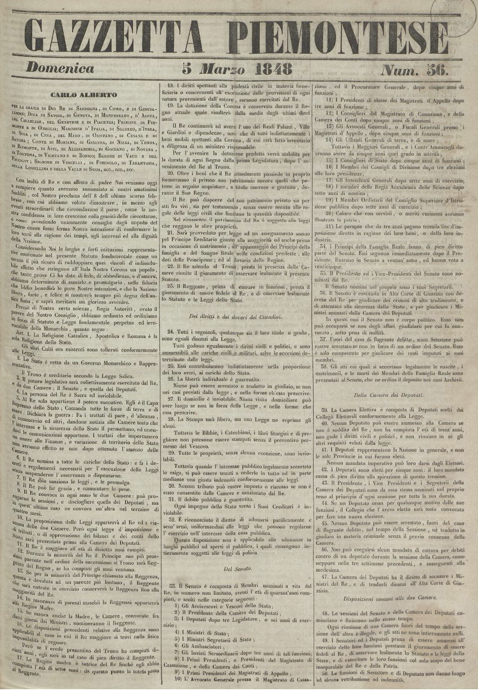
Prima pagina della Gazzetta Piemontese del 5 marzo 1848, giorno della pubblicazione dello Statuto Albertino

Gli avvenimenti dei primi mesi del 1848 sembravano comunque confermare la resistenza a ipotesi costituzionali: Carlo Alberto rifiutò in maniera netta l'idea di concedere una costituzione e ne parlò al Consiglio di Conferenza nel febbraio 1848. Il 30 gennaio 1848 il Corpo Decurionale di Torino, riunitosi per discutere l'istituzione della Guardia Nazionale, apprendeva la notizia della concessione a Napoli, il giorno prima, della costituzione da parte di Ferdinando II delle Due Sicilie. Il Corpo decise seduta stante di richiedere al re una costituzione anche per il Regno di Sardegna.

### Il proclama dell'8 febbraio
Carlo Alberto velocemente fece redigere una dichiarazione dei principi che furono alla base dello Statuto (termine ripreso dalla tradizione di Amedeo VIII di Savoia) composta da quattordici articoli, e che venne proclamata al popolo l'8 febbraio 1848, tre giorni prima che il Granduca di Toscana prendesse la stessa decisione e un mese prima di Pio IX. Tali basi, indicate in quattordici punti, vennero formalmente concesse per la benevola generosità del sovrano, il quale unì al paternalismo una velata minaccia di non procedere oltre se i "popoli" non fossero stati "degni" delle sue manifestazioni di apertura. In questo modo, comunque, Carlo Alberto aveva tranquillizzato tanto i liberali quanto i democratici.

### La promulgazione
Il Consiglio di Conferenza, incaricato di redigere lo Statuto, ebbe come principale obiettivo quello di individuare, tra i modelli costituzionali europei, quello maggiormente congeniale al Regno di Sardegna, e che producesse il minor cambiamento possibile all'interno degli assetti istituzionali. Questo modello venne individuato nella Costituzione orleanista del 1830 e in quella belga del 1831. Pochi giorni dopo, tra il 23 e il 24 febbraio 1848, la Rivoluzione spazzava via da Parigi sia la monarchia sia la Costituzione. La sommossa parigina, che portò poi al potere Luigi Bonaparte, eccitò gli animi anche in Italia e fece balenare nella mente dei liberali più accesi e rivoluzionari l'idea di una Repubblica tale che quindi la promessa delle "basi" di Carlo Alberto sembrava ormai troppo limitata. Tuttavia, ciò non mutò le posizioni del Re che il 4 marzo promulgò lo Statuto.

### Nel Regno di Sardegna
Il primo Ministero costituzionale presieduto da Balbo, nominato il 16 marzo 1848, si limitò ad applicare le norme dello Statuto, cioè a procedere alla convocazione delle due Camere pubblicando la legge elettorale. Il Ministero si dimise in conseguenza del voto parlamentare che respingeva l'emendamento governativo al disegno di legge per l'unione della Lombardia e delle quattro province venete liberate nel corso della prima guerra d'indipendenza al Piemonte. Tuttavia la crisi che ne derivò non ebbe la natura di crisi parlamentare, così come non ebbero tale natura le crisi successive che accompagnarono le dimissioni dei ministeri Casati, Alfieri e Perrone. I tragici eventi della guerra obbligarono il Ministero Casati a ricorrere ai pieni poteri e ciò modificò i rapporti tra Corona, Camere, limitate nelle loro funzioni, e Governo investito di competenze e di un ruolo eccezionale. L'apparente carattere parlamentare dei Ministeri Gioberti e Chiodo, per la maggioranza vastissima che li aveva imposti durante la seconda e più tragica fase del conflitto, non alterò nella sostanza la natura costituzionale del regime statutario.
La disfatta di Novara e la conseguente abdicazione di Carlo Alberto in favore di Vittorio Emanuele II non segnarono ancora la fine di quel periodo dominato dalla ricerca di un equilibrio tra i poteri dello Stato, che aveva caratterizzato l'inizio della vita costituzionale in Piemonte.
Il Ministero [Massimo D'Azeglio] preparò il passaggio al regime parlamentare. Merito grandissimo del D'Azeglio, nel suo moderatismo e nella rigida affermazione della superiorità del costituzionalismo statutario, fu quello di aver difeso gli istituti rappresentativi nelle difficili circostanze nelle quali si trovava lo Stato subalpino.
Il proclama di Moncalieri del 20 novembre 1849, firmato da Vittorio Emanuele II, ma redatto da D'Azeglio, facilitò l'elezione di una Camera dei deputati disposta a collaborare con la linea del Governo. Successivamente fu avviata un'incisiva politica di riforme. L'approvazione a larga maggioranza delle leggi Siccardi, che abolivano il foro ecclesiastico e che definivano i rapporti tra Stato e Chiesa, segna una svolta fondamentale. La vasta maggioranza che nelle due Camere aveva sostenuto l'azione del Governo era ormai destinata a dare una base diversa all'esecutivo, i cui ministri non potranno più sottrarsi alla convalida del loro operato in Parlamento. Così si dava l'avvio al regime parlamentare che avrebbe segnato la vita politica nei decenni successivi e che vide in Cavour il suo grande artefice. Già nel 1848 Cavour aveva sostenuto, in un articolo del 10 marzo su "Il Risorgimento", la tesi di un rapporto tra prerogativa parlamentare e prerogativa regia progressivamente destinato a evolversi a favore della prima. Nel considerare centrale il ruolo del Parlamento, Cavour non era isolato. Larghi settori dell'opinione liberale condividevano le sue idee, come Carlo Bon Compagni nel suo libretto "Della monarchia rappresentativa" e Pietro Peverelli nei "Commenti intorno allo Statuto del regno di Sardegna".
Subentrato al D'Azeglio, Cavour divenne il sostenitore più deciso di una linea tendente a fare del Parlamento, e in particolare, della Camera elettiva, il centro della vita politica e istituzionale, in polemica con gli ambienti conservatori rappresentati da Cesare Balbo, sostenitore della forma costituzionale pura. Nel volume "Della monarchia rappresentativa in Italia", il Balbo vedeva nella Corona il fulcro attivo e propulsivo dell'intero ordinamento e sosteneva la necessità della partecipazione dell'istituto monarchico all'attività delle Camere. Cavour rivendicava, invece, al Parlamento il massimo potere e la piena indipendenza dalla monarchia stessa, anche in vista delle modifiche che, su iniziativa della Camera elettiva, dovevano essere introdotte nell'ordinamento posto in essere dallo Statuto. L'organizzazione della Camera alta aveva suscitato già subito dopo l'emanazione dello Statuto molte perplessità. Il 27 maggio 1848 Cavour, in un articolo pubblicato ne "Il Risorgimento", assumeva una posizione critica nei confronti del sistema di reclutamento dei senatori. Egli si pronunciava a favore di un Senato elettivo che esercitasse una funzione di equilibrio rispetto alla Camera elettiva, sul modello della Costituzione belga.
La nomina di Cavour alla Presidenza del Consiglio, nel 1852, assunse il significato di una svolta decisiva. Anche se la crisi che aveva determinato la caduta del Ministero D'Azeglio era stata ancora di natura extraparlamentare, non essendo stata determinata da un palese voto di sfiducia, tuttavia nella scelta del nuovo Presidente da parte del Re si rivelava la necessità di affidare la direzione del nuovo Governo al capo della maggioranza parlamentare nella Camera dei deputati.
La presenza di una larga maggioranza omogenea appariva sempre più necessaria al conseguimento degli obiettivi di rinnovamento civile e politico propri del liberalismo nazionale. Da qui la nascita dell'intesa, il "connubio", che aggregava un ampio Centro liberale e riformista, formato dalla Destra moderata e dalla Sinistra riformista, escludendo la Destra conservatrice e la Sinistra rivoluzionaria. Cementata dall'elezione di Rattazzi a Presidente della Camera (11 maggio 1852), l'intesa con il Centro-Sinistra diede a Cavour la possibilità di ottenere la Presidenza del Consiglio, che mantenne dal 1852 fino alla morte, con la breve parentesi del Governo La Marmora (luglio 1859-gennaio 1860). Il Re lo considerava formalmente come un suo ministro, ma Cavour si comportò come il capo di un governo parlamentare, responsabile di fronte alle Camere e operante solo in virtù di un rapporto di fiducia che ne legittimava l'attività.

### Nel Regno d'Italia
Nel 1861, con la nascita del Regno d'Italia, lo Statuto venne applicato in tutto il Regno. La natura flessibile dello Statuto garantì, sino agli anni 1920, un'evoluzione parlamentare del sistema politico senza rendere necessarie modifiche effettive al testo originale: gradualmente i Governi cessarono di dipendere dalla fiducia del Re, mentre divenne necessaria quella del Parlamento. Anche il Senato perse importanza di fronte alla Camera dei deputati, il Re tuttavia mantenne una particolare influenza sulla politica estera e su quella militare: basti pensare che la tradizione voleva che i ministri della Guerra e della Marina (provenienti dai ranghi militari) fossero designati dal Re al Presidente del Consiglio dei ministri.
L'evoluzione parlamentarista dello Statuto cessò completamente con l'avvento della dittatura fascista. Nel corso degli anni lo Statuto venne gradualmente stravolto attraverso leggi ordinarie contrarie allo spirito dello Statuto stesso: si pensi alla fine della libertà d'espressione, l'istituzione del Tribunale speciale per la difesa dello Stato o alle leggi razziali.
Dopo la caduta del fascismo, crebbe il consenso che - qualunque forma istituzionale fosse stata scelta per l'ordinamento italiano - lo Statuto dovesse ormai considerarsi superato. Con il decreto legislativo luogotenenziale del 25 giugno 1944, n. 151 venne stabilito che Dopo la liberazione del territorio nazionale, le forme istituzionali saranno scelte dal popolo italiano che a tal fine eleggerà, a suffragio universale diretto e segreto, un'Assemblea Costituente per deliberare la nuova costituzione dello Stato.
Il decreto legislativo luogotenenziale del 5 aprile 1945 n. 146 istituì la Consulta nazionale, assemblea non elettiva di nomina governativa il cui scopo era fornire pareri sui provvedimenti legislativi che venissero a essa sottoposti dal Governo. Infine il decreto legislativo luogotenenziale 16 marzo 1946, n. 98 sancì le elezioni per l'Assemblea Costituente. Con la nascita della Repubblica Italiana e l'entrata in vigore della costituzione della Repubblica Italiana il 1º gennaio 1948, lo Statuto fu definitivamente superato.

## Caratteristiche
Come le altre Carte costituzionali emanate negli Stati italiani nel 1848, lo Statuto Albertino aveva il carattere di carta octroyée, cioè concessa dal sovrano (Costituzione ottriata). La scelta costituzionale s'impose non come il naturale compimento delle riforme precedenti ma come l'unico rimedio politico per evitare l'evolversi della situazione in senso democratico e rivoluzionario. Definito, nel Preambolo autografo dello stesso Carlo Alberto, «Legge fondamentale perpetua ed irrevocabile della Monarchia», lo Statuto si ispira alla Carta francese del 1814 nelle sue versioni modificate in Francia nel 1830 e in Belgio nel 1831. Il sovrano, infatti, concedendo lo Statuto, aveva voluto dar vita a una sorta di monarchia limitata, nella quale la Corona non fosse solo un elemento formale, ma, investita della titolarità dell'esecutivo, partecipasse in modo determinante al potere legislativo e a quello giudiziario, andando ben oltre i limiti di un "potere neutro". In tale contesto istituzionale tutti gli altri poteri e tutti gli altri organi erano collocati in una posizione subalterna o, quanto meno, inferiore a quella del sovrano.
Al Parlamento, diviso in due rami, il Senato vitalizio di nomina regia e la Camera dei deputati elettiva, spettava di esercitare con il Re il potere legislativo (art. 3), di approvare i bilanci e i tributi (art. 10), di organizzare le province e i comuni (art. 74), di regolare la leva militare (art. 75).
Le disposizioni sul Governo (artt. 65-67) si limitano a parlare di "ministri" senza dare alcuna disciplina specifica per l'organo collegiale da essi formato. Nella prassi, infatti, venne instaurandosi un rapporto di fiducia tra Governo e Parlamento: il Ministero poteva rimanere in carica solo se confermato dal voto delle assemblee legislative, mentre il sovrano nella scelta dei suoi ministri si adeguava alla volontà delle Camere e, in particolare, di quella elettiva. Questa prassi si consolidò e si codificò con una certa gradualità.

### Questioni formali
Lo Statuto non è mai qualificato con il termine costituzione, ritenuto ancora pregno di significati assiologici e non meramente descrittivi. Lo Statuto definiva una forma di monarchia costituzionale che si evolse verso una forma di monarchia parlamentare, rivelando una natura di costituzione flessibile (modificabile con legge ordinaria). Il sistema costituzionale italiano subì un'evoluzione dettata da una scelta costituente compiuta formalmente dal monarca, ma legata al concreto divenire del sistema politico. La prima modifica dello Statuto fu quella relativa alla bandiera, da quella con la coccarda azzurra a quella con la coccarda tricolore, in occasione della ribellione del Lombardo-Veneto contro il dominio austriaco nel 1848. Il fatto che il testo si sia poi rivelato generico, nei fatti, si rivelò essere un vantaggio, perché ne permise un pacifico adeguamento a mutate esigenze e situazioni, come d'altronde in quasi tutte le carte costituzionali sette-ottocentesche (si pensi in primis alla Costituzione statunitense redatta nel 1787). Tale elasticità dello Statuto fece commentare da Arturo Carlo Jemolo che esso "visse di vita propria" per quasi cent'anni. Per lungo tempo, non ci furono modifiche formali del testo statutario, almeno fino al periodo fascista. L'elasticità del testo permetteva infatti di piegarlo a una certa interpretazione (invocando certe espressioni a danno di altre), sottolineando un punto o un articolo piuttosto che un altro. Lo Statuto acquistò così, fin dall'inizio, un certo aspetto di intangibilità, proprio mentre nei decenni ne mutavano i contenuti effettivi. Lo statuto corrisponde a ciò che si definisce una costituzione breve: limitandosi a enunciare i diritti (che sono per lo più libertà dallo Stato) e a individuare la forma di governo.

### Diritti e doveri dei regnicoli
L'articolo 1 stabilisce che la religione è "quella Cattolica, Apostolica e Romana". Viene riconosciuto il principio di eguaglianza (art. 24: «tutti i regnicoli, qualunque sia il loro titolo o grado, sono eguali dinanzi alla Legge [...]. Tutti godono egualmente i diritti civili e politici, e sono ammessi alle cariche civili e militari, salve le eccezioni determinate dalle leggi»). Riconosce formalmente la libertà individuale (art. 26), l'inviolabilità del domicilio (art. 27), la libertà di stampa (art. 28), la libertà di riunione (art. 32). Poco dopo arrivò l'emancipazione prima dei Valdesi (17 febbraio- Lettere Patenti) e poi degli Ebrei (29 marzo) con il riconoscimento dei loro diritti civili e politici, infine con l'abolizione dei "privilegi" ecclesiastici a partire dal 2 marzo successivo con un decreto regio che cacciava i Gesuiti dallo Stato. Una legge di poco posteriore (Legge Sineo del giugno del 1848) aggiungeva che la differenza di culto non formava eccezione al godimento dei diritti civili e politici e all'ammissibilità alle cariche civili e militari.

### Ordinamento del regno

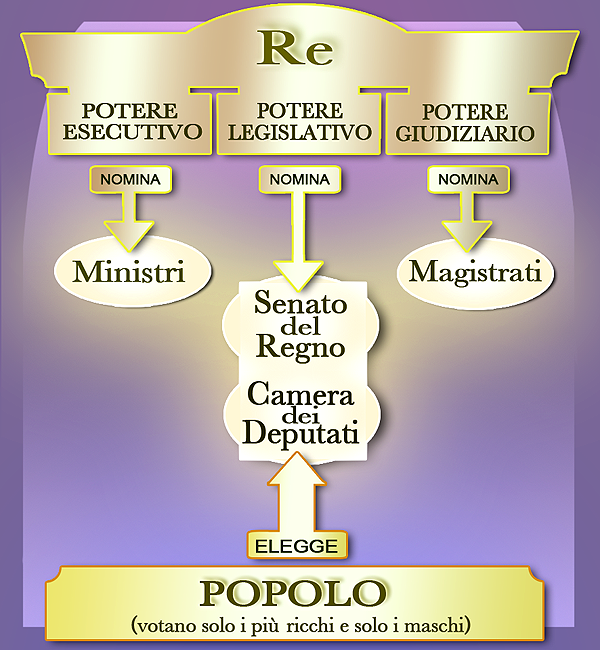
Schema della ripartizione dei tre poteri

#### Il re e il governo

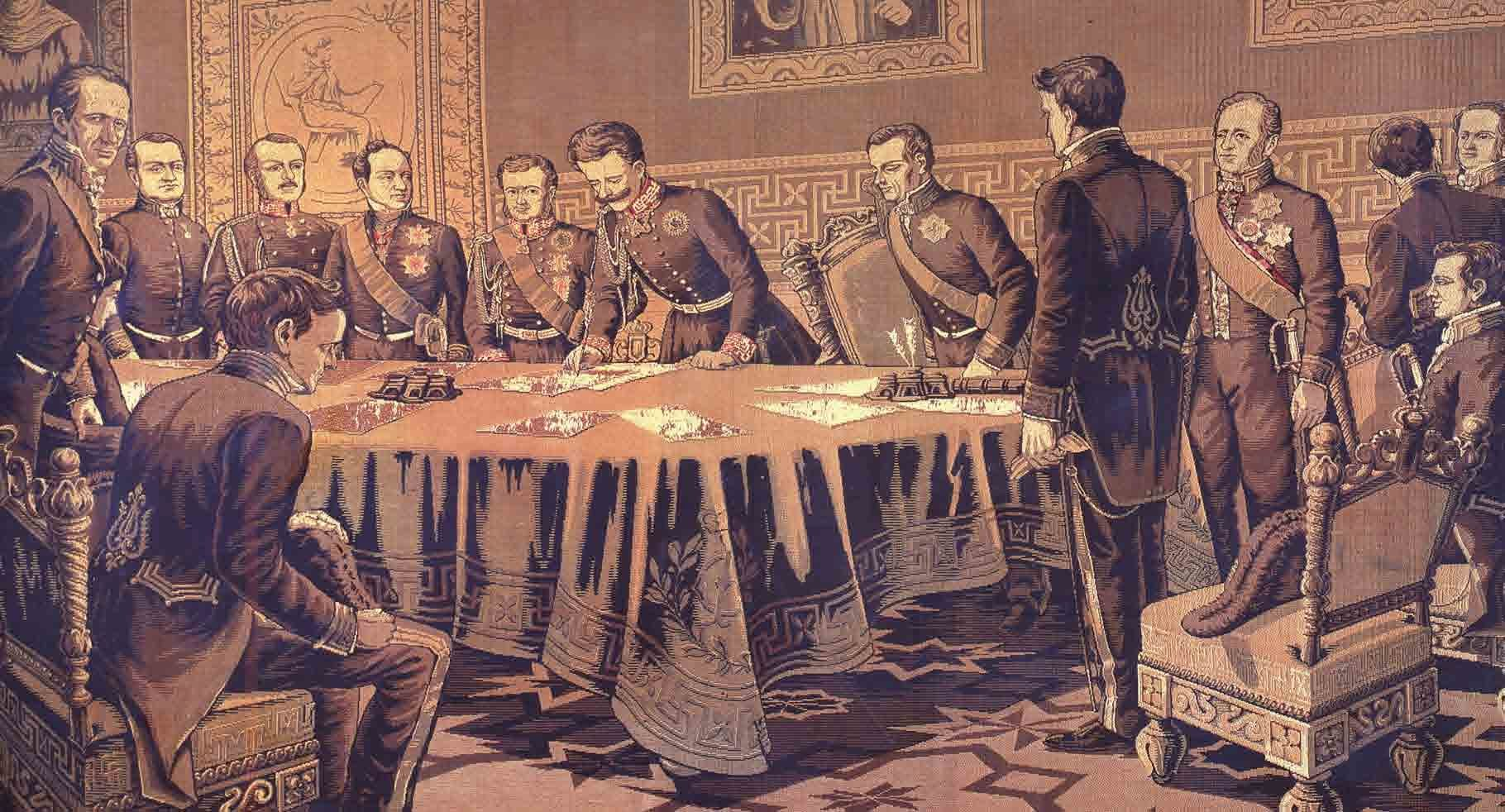
Il Re mentre firma lo Statuto

Lo Statuto stabiliva anzitutto che il trono fosse ereditario secondo la legge salica dando poi ulteriori disposizioni circa la successione reale in caso di minorità del re. Il re era capo dello Stato, capo del governo e capo di tutte le forze armate, la sua persona era «sacra e inviolabile», questo non significava che non dovesse rispettare le leggi (come previsto dal suo giuramento all'art. 22), ma solo che non poteva essere oggetto di sanzione alcuna. La sovranità non apparteneva alla nazione (benché all'art. 41 si faccia espresso riferimento ai deputati come «rappresentanti della Nazione») ma al re, il quale, da sovrano assoluto, si trasformava in principe costituzionale per sua esplicita volontà e concessione. Si usciva così dal regime assoluto e si entrava nell'epoca in cui il re vedeva i suoi poteri limitati dalla Costituzione ma non per questo diminuiti sensibilmente come si può pensare in base all'esempio inglese: il monarca sabaudo infatti "regna e governa" a differenza di quello britannico che ha una funzione solo istituzionale e non anche politica. Il re rimaneva il perno attorno al quale la macchina dello Stato doveva ruotare: pur non detenendo completamente i tre poteri riuniti nella sua persona egli comunque ne manteneva larga parte, gli organi ai quali erano secondo lo Statuto delegati dovevano infatti gestirli in comunione con il monarca stesso: il popolo aveva un ruolo estremamente ristretto.
Il re esercitava il potere esecutivo attraverso i ministri di sua nomina che all'occorrenza potevano essere da lui destituiti; convocava e scioglieva la Camera dei deputati e aveva il potere di sanzione delle leggi, istituto diverso dalla promulgazione presidenziale, prevista dalla Costituzione della Repubblica del 1948, perché con essa il re valutava nel merito l'atto e poteva rifiutarlo se riteneva la legge in esame non rispondente all'indirizzo politico perseguito dalla corona. Il re decideva automaticamente circa il governo e il Parlamento si limitava a fare le leggi (collettivamente, con l'apporto del re e la sua sanzione).
Nella prassi Carlo Alberto cercò di far in modo che il proprio governo avesse la fiducia del parlamento, sostituendolo quando questa fosse venuta meno. Questo portò nel giro di un anno alla formazione di quattro gabinetti diversi, senza alcun voto di fiducia. A partire dal 1852, però, con l'avvento di Camillo Cavour, fu lui il capo della maggioranza parlamentare e, nei periodi di crisi, fu il sostegno della Camera dei deputati a imporre il reincarico a Cavour rispetto all'aspirazione del re a sostituirlo. Venne prevalendo nella prassi applicativa un sostanziale riconoscimento da parte del re che il "suo" governo dovesse godere della fiducia della Camera dei deputati e si passò quindi a una forma di Stato di tipo parlamentare. Il re fu considerato più quale rappresentante dell'unità nazionale che come capo dell'esecutivo. Inizialmente, però, i ministri erano considerati come singoli collaboratori del re, senza riconoscimenti ufficiali di loro riunioni in organi collegiali. Lo Statuto non menziona la figura del presidente del Consiglio dei ministri. I ministri (che potevano anche non essere parlamentari) rispondevano per gli atti del re, dei quali dovevano essere controfirmatari, non politicamente verso le Camere ma giuridicamente davanti ai tribunali. Dopo la proclamazione del Regno d'Italia, il potere esecutivo del Re fu attenuato in base alla prassi di delegare alla presidenza uno dei ministri (solitamente quello dell'Interno), che presentava il governo alle Camere per ottenerne la fiducia e ne indirizzava la politica.

#### Il Parlamento
Il parlamento era composto da due Camere: il Senato di nomina regia e con senatori provenienti dalla famiglia reale, vitalizia, che non poteva sciogliersi e la Camera dei deputati, eletta su base censitaria e maschile, a collegio uninominale e a doppio turno di elezione. Il bicameralismo si sviluppò con prevalenza politica della Camera bassa. I progetti di legge potevano essere promossi dal Governo, dai parlamentari, oltre che dal re. Per diventare legge dovevano essere approvati nello stesso testo da entrambe le Camere, senza ordine di precedenza (a parte quelle tributarie e di bilancio che dovevano passare prima per la Camera dei deputati) e dovevano essere munite di sanzione regia. Le due Camere e il re rappresentavano perciò per lo Statuto i "tre corpi legislativi": bastava che uno di essi fosse contrario e per quella sessione il progetto non poteva più essere riprodotto. L'art. 9 dello Statuto prevedeva l'istituto della proroga delle sessioni, utile al sovrano per ridurre a più miti consigli una Camera dei deputati contraria a una sua decisione.

#### La magistratura del regno
Per quanto riguardava la Giustizia, essa "emana dal Re", che nominava i giudici e aveva il potere di concedere la grazia e commutare le pene. A garanzia del cittadino stava il rispetto del giudice naturale e il divieto del tribunale straordinario, la pubblicità delle udienze e dei dibattimenti. Prima dello Statuto il re aveva il potere discrezionale di nominare, promuovere, spostare e sospendere i suoi giudici. Lo Statuto introduceva ulteriori garanzie per i cittadini e per i giudici i quali dopo tre anni di esercizio avevano garantita l'inamovibilità. L'articolo 73 esclude poi la possibilità di prendere in considerazione il precedente giurisprudenziale per le decisioni nei supremi tribunali statali. L'interpretazione del giudice con rilievo direttamente normativo cadde così definitivamente e a esso si sostituì il potere legislativo statale. La magistratura rappresentava non un potere, ma un ordine direttamente soggetto al Ministero della giustizia. Il controllo sull'attività del singolo giudice era affidato soprattutto ad altri giudici: Siccardi trovò ragionevole che ciò facesse capo all'organo più elevato, la Corte di cassazione. Non esisteva un organo indipendente di autogoverno della magistratura come l'odierno Consiglio superiore della magistratura.

## La festa dello Statuto

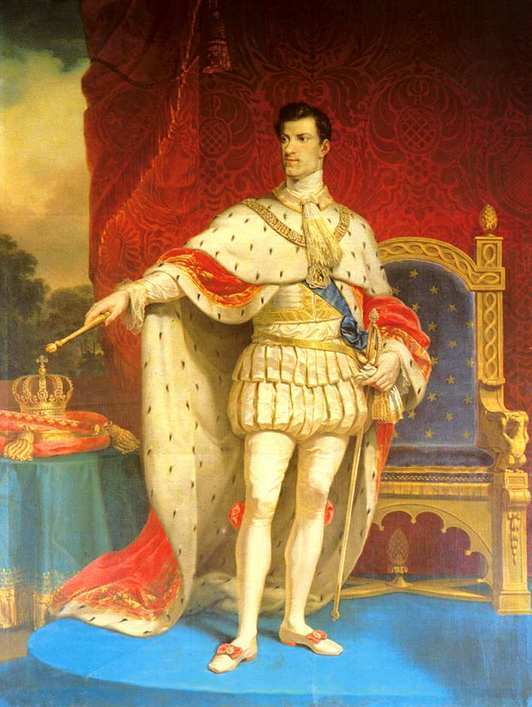
Carlo Alberto di Savoia

La festa dello Statuto Albertino fu celebrata per la prima volta il 27 febbraio 1848, dopo che lo Statuto era stato annunciato l'8 febbraio, ma non ancora proclamato.
Già festa nazionale del Regno di Sardegna, fu spostata alla prima domenica di giugno e fu estesa alle altre regioni in seguito alle annessioni.
Il significato della festa mutò durante gli anni: inizialmente era una festa liberale e vi furono incidenti perché si voleva celebrarla anche nelle chiese con il canto del Te Deum. Essendo una festa civile, i vescovi si opposero e per questo furono a volte condannati. Dopo la conquista di Roma invece la festa risorgimentale più controversa divenne il 20 settembre, ricordo della breccia di Porta Pia. Gradualmente la festa dello Statuto assunse il significato di festa della Monarchia.
Il cinquantenario dello Statuto fu celebrato solennemente il 4 marzo 1898. La festa dello Statuto fu celebrata anche durante il periodo fascista, quando però lo Statuto già era stato svuotato di gran parte del suo valore. La Festa dello Statuto era una delle occasioni solenni in cui i Cavalieri dell'Ordine Supremo della Santissima Annunziata potevano indossare i grandi Collari, anziché i piccoli.